# Sin-le-Noble
Sin-le-Noble település Franciaországban, Nord megyében. Lakosainak száma 15 916 fő (2022. január 1.). Sin-le-Noble Lallaing, Dechy, Douai, Férin, Lambres-lez-Douai és Waziers községekkel határos.

## Népesség
A település népessége az elmúlt években az alábbi módon változott:
| Lakosok száma | 15 825 | 15 593 | 15 552 | 15 682 | 15 522 | 15 428 | 15 442 | 15 603 | 15 916 |
|               | 2013   | 2015   | 2016   | 2017   | 2018   | 2019   | 2020   | 2021   | 2022   |